# Sci di fondo ai XXI Giochi olimpici invernali - Staffetta femminile
Nello sci di fondo ai XXI Giochi olimpici invernali la staffetta femminile 4x5 km si disputò il 25 febbraio, dalle ore 11:00 sul percorso che si snodava nel Whistler Olympic Park con un dislivello massimo di 53 m; presero parte alla competizione 16squadre nazionali, ognuna composta da quattro atlete, che disputarono due frazioni a tecnica classica e due a tecnica libera.
Detentrice del titolo era la nazionale russa, vincitrice della competizione tenutasi a Torino 2006; delle fondiste che formavano quella squadra, ovvero Natal'ja Baranova, Larisa Kurkina, Julija Čepalova ed Evgenija Medvedeva, soltanto quest'ultima fu presente a Vancouver per difendere il titolo: la Baranova si era ritirata nella stagione 2005-2006, la Kurkina non fu inclusa nel quartetto e la Čepalova si era ritirata nel 2009, dopo aver ricevuto la condanna alla squalifica di due anni per doping essendo stata trovata positiva all'EPO.

## Classifica
| Posizione | Nazione                                                                              | Tempo                                     | Distacco |
| --------- | ------------------------------------------------------------------------------------ | ----------------------------------------- | -------- |
| 1         | Norvegia Vibeke Skofterud Therese Johaug Kristin Størmer Steira Marit Bjørgen        | 55:19,5 14:49,9 14:46,5 12:53,2 12:49,9   |          |
| 2         | Germania Katrin Zeller Evi Sachenbacher-Stehle Miriam Gössner Claudia Nystad         | 55:44,1 14:53,7 15:00,6 12:52,0 12:57,8   | + 24,6   |
| 3         | Finlandia Pirjo Muranen Virpi Kuitunen Riitta-Liisa Roponen Aino-Kaisa Saarinen      | 55:49,9 15:32,4 14:35,7 12:38,2 13:03,6   | + 30,4   |
| 4         | Italia Arianna Follis Marianna Longa Silvia Rupil Sabina Valbusa                     | 56:04,9 14:58,6 14:29,4 13:01,8 13:35,1   | + 45,4   |
| 5         | Svezia Anna Olsson Magdalena Pajala Charlotte Kalla Ida Ingemarsdotter               | 56:18,9 14:47,1 15:35,6 12:25,0 13:31,2   | + 59,4   |
| 6         | Francia Aurore Jéan Karine Laurent Philippot Celia Bourgeois Cecile Storti           | 56:30,6 15:13,3 14:38,8 12:59,9 13:38,6   | + 1:11,1 |
| 7         | Russia Ol'ga Zav'jalova Irina Chazova Evgenija Medvedeva Natal'ja Korostelëva        | 57:00,9 15:15,2 15:19,0 13:01,1 13:25,6   | + 1:41,4 |
| 8         | Giappone Madoka Natsumi Masako Ishida Nobuko Fukuda Michiko Kashiwabara              | 57:40,4 15:03,0 14:50,4 13:34,5 14:12,5   | + 2:20,9 |
| 9         | Kazakistan Elena Kolomina Oksana Jackaja Tat'jana Roščina Svetlana Šiškina-Malachova | 58:23,3 15:29,1 15:25,7 13:47,7 13:40,8   | + 3:03,8 |
| 10        | Bielorussia Alena Sannikava Vol'ha Vasilënak Kacjaryna Rudakova Nastassja Dubarėzava | 58:28,4 15:36,5 15:29,2 13:22,1 14:00,6   | + 3:08,9 |
| 11        | Stati Uniti Kikkan Randall Holly Brooks Morgan Arritola Caitlin Compton              | 58:57,5 14:57,5 16:12,8 13:41,6 14:05,6   | + 3:38,0 |
| 12        | Rep. Ceca Eva Nývltová Kamila Rajdlová Ivana Janečková Eva Skalníková                | 59:11,2 15:15,0 15:28,9 13:34,3 14:53,0   | + 3:51,7 |
| 13        | Ucraina Tetjana Zavalij Kateryna Hryhorenko Maryna Ancybor Valentyna Ševčenko        | 59:25,7 15:38,1 16:16,7 13:34,2 13:56,7   | + 4:06,2 |
| 14        | Slovenia Anja Eržen Katja Višnar Vesna Fabjan Barbara Jezeršek                       | 59:47,5 16:00,8 16:32,3 13:25,0 13:49,4   | + 4'28,0 |
| 15        | Canada Daria Gaiazova Perianne Jones Chandra Crawford Madeleine Williams             | 1:00:05,0 15:35,8 16:14,7 14:17,7 13:56,8 | + 4:45,5 |